# 303265 Littmann
303265 Littmann este o planetă minoră (asteroid) din centura de asteroizi. A fost descoperită pe 8 septembrie 2004 la Table Mountain Observatory⁠(d) de James Whitney Young⁠(d). 
Obiectul prezintă o orbită caracterizată de o semiaxă mare de 2,3017754575578 UAi, o excentricitate de 0,06, o înclinație de 6,7 ° în raport cu ecliptica.